# Eispalast Alau
Der Eispalast Alau (russisch Ледовый Дворец Алау; kasachisch Алау мұзайдыны Сарайы) ist eine Eissporthalle im Verwaltungsbezirk Jesil von Astana, Kasachstan.
Die Halle ist Teil eines 40.000 m² großen Komplexes der weitere Sporthallen, ein Hotel und einen Block für Konferenzen zur Verfügung stellt. Die Mehrzweckhalle bietet neben dem Eisschnelllaufbetrieb Platz für Curling, Eishockey, Eiskunstlauf und Shorttrack, welcher sich auf zwei 60 × 30 Meter großen Eisflächen verteilt, die sich im Innenfeld des Ovals befinden.
2010 wurde die Halle mit dem Kasachstan Cup im Dezember eröffnet. Zwei Monate später fanden hier die 7. Asian Winter Games statt. In der Saison 2011/12 machte der Weltcup erstmals Station in der Hauptstadt Kasachstans.

## Veranstaltungen
| Sprintweltmeisterschaft    | 2015                      |
| Asiatische Meisterschaften | 2012                      |
| Weltcup                    | 2011/12, 2012/13, 2013/14 |
| weitere Veranstaltungen    | Winter-Asienspiele 2011   |

## Bahnrekorde

### Frauen
| Strecke                 | Athlet                                                    | Zeit    | Datum                        | Wettkampf                       |
| ----------------------- | --------------------------------------------------------- | ------- | ---------------------------- | ------------------------------- |
| 0500 m                  | Sang-Hwa Lee                                              | 0 37,27 | 29. November 2013            | Weltcup 2013/14                 |
| 1000 m                  | Brittany Bowe                                             | 1:14,10 | 28. Februar 2015             | Sprint-WM 2015                  |
| 1500 m                  | Christine Nesbitt                                         | 1:56,10 | 25. November 2011            | Weltcup 2011/12                 |
| 3000 m                  | Martina Sáblíková                                         | 4:03,28 | 25. November 2011            | Weltcup 2011/12                 |
| 5000 m                  | Martina Sáblíková                                         | 6:59,88 | 29. November 2013            | Weltcup 2013/14                 |
| Team Pursuit (6 Runden) | KanadaIvanie Blondin Christine Nesbitt Brittany Schussler | 2:58,40 | 2. Dezember 2012             | Weltcup 2012/13                 |
| Mehrkampf               | Athlet                                                    | Punkte  | Datum                        | Wettkampf                       |
| 2 × 500 m               | Jing Yu                                                   | 076,090 | 31. Januar – 6. Februar 2011 | Winter-Asienspiele 2011         |
| Sprint-MK               | Brittany Bowe                                             | 149,600 | 28. Februar – 1. März 2015   | Sprint-WM 2015                  |
| Mini-MK                 | Tatjana Sokirko                                           | 167,978 | 11.–12. März 2011            | Winter Youth Games 2011         |
| Kleiner-MK              | Miho Takagi                                               | 164,521 | 7.–8. Januar 2012            | Asiatische Meisterschaften 2012 |

Nicht oder nicht mehr im internationalen Wettkampf ausgetragen.
- Stand: 1. März 2015[2]
- Summe der auf 500 m heruntergebrochenen Einzelstrecken (500, 1000, 1500, 3000, 5000 Meter): 195,554 Pkt.

### Männer
| Strecke                 | Athlet                                                 | Zeit     | Datum                        | Wettkampf                                 |
| ----------------------- | ------------------------------------------------------ | -------- | ---------------------------- | ----------------------------------------- |
| 0500 m                  | Pawel Kulischnikow                                     | 0 34,56  | 28. Februar 2015             | Sprint-WM 2015                            |
| 01000 m                 | Shani Davis                                            | 01:08,66 | 30. November 2013            | Weltcup 2013/14                           |
| 01500 m                 | Denis Juskow                                           | 01:45,06 | 29. November 2013            | Weltcup 2013/14                           |
| 03000 m                 | Wouter Olde Heuvel                                     | 03:39,36 | 26. November 2011            | Weltcup 2011/12                           |
| 05000 m                 | Sven Kramer                                            | 06:13,83 | 25. November 2011            | Weltcup 2011/12                           |
| 10.000 m                | Jorrit Bergsma                                         | 12:50,40 | 2. Dezember 2012             | Weltcup 2012/13                           |
| Team Pursuit (8 Runden) | NiederlandeJan Blokhuijsen Jorrit Bergsma Koen Verweij | 3:41,27  | 1. Dezember 2012             | Weltcup 2012/13                           |
| Mehrkampf               | Athlet                                                 | Punkte   | Datum                        | Wettkampf                                 |
| 2 × 500 m               | Joji Kato                                              | 070,000  | 31. Januar – 6. Februar 2011 | Winter-Asienspiele 2011                   |
| Sprint-MK               | Pawel Kulischnikow                                     | 138,325  | 28. Februar – 1. März 2015   | Sprint-WM 2015                            |
| Mini-MK                 | Andrej Pak                                             | 153,114  | 27.–28. Dezember 2011        | Kasachische Junioren-Meisterschaften 2012 |
| Kleiner MK              | Nikita Stawzew                                         | 157,520  | 11.–12. März 2011            | Winter Youth Games 2011                   |
| Großer-MK               | Seung-Hoon Lee                                         | 153,746  | 7.–8. Januar 2012            | Asiatische Meisterschaften 2012           |

Nicht oder nicht mehr im internationalen Wettkampf ausgetragen.
- Stand: 1. März 2015[2]
- Summe der auf 500 m heruntergebrochenen Einzelstrecken (500, 1000, 1500, 5000, 10.000 Meter): 179,813 Pkt.